# Arkansas City (Arkansas)
Arkansas City es una ciudad ubicada en el condado de Desha en el estado estadounidense de Arkansas. En el Censo de 2010 tenía una población de 366 habitantes y una densidad poblacional de 294,4 personas por km².

## Geografía
Arkansas City se encuentra ubicada en las coordenadas 33°36′32″N 91°12′18″O / 33.60889, -91.20500. Según la Oficina del Censo de los Estados Unidos, Arkansas City tiene una superficie total de 1.24 km², de la cual 1.24 km² corresponden a tierra firme y (0%) 0 km² es agua.

## Demografía
Según el censo de 2010, había 366 personas residiendo en Arkansas City. La densidad de población era de 294,4 hab./km². De los 366 habitantes, Arkansas City estaba compuesto por el 51.37% blancos, el 46.99% eran afroamericanos, el 0.55% eran amerindios, el 0% eran asiáticos, el 0% eran isleños del Pacífico, el 0.55% eran de otras razas y el 0.55% pertenecían a dos o más razas. Del total de la población el 1.09% eran hispanos o latinos de cualquier raza.

## Residentes y nativos notables
- John H. Johnson, fundador de Johnson Publishing Company, la cual publica Ebony y Jet.